# Challenge Cup masculine 2012-2013
Navigation
Édition précédente Édition suivante
La Challenge Cup masculine 2012-2013 est la 33e édition de la Challenge Cup masculine.

## Participants
Le nombre de participants est basé sur le classement des pays  :
| Pos. | Pays               | Nombre d'équipes | Équipes | |
| ---- | ------------------ | ---------------- | --- | --- |
| 1    | Italie             | 1                | Copra Elior Piacenza                                                                                                   | Copra Elior Piacenza                                                                                     |
| 2    | Grèce              | 3                | Olympiakos Le Pirée Foinikas Syros Aris Thessaloniki (issu de la Coupe de la CEV)                                      | |
| 3    | Russie             | 1                | Oural Oufa | |
| 4    | Pologne            | 1                | Delecta Bydgoszcz (issu de la Coupe de la CEV)                                                                         | |
| 5    | Belgique           | 1                | Prefaxis Menen | |
| 6    | Turquie            | 1                | Galatasaray Istanbul                                                                                                   | Galatasaray Istanbul                                                                                     |
| 7    | France             | 1                | Rennes Volley 35 (issu de la Coupe de la CEV)                                                                          | |
| 8    | Allemagne          | 1                | Moerser SC | Moerser SC                                                                                               |
| 9    | Autriche           | 2                | Union Raiffeisen Arbesbach Hypo Nö Amstetten                                                                           | Union Raiffeisen Arbesbach Hypo Nö Amstetten                                                             |
| 12   | Serbie             | 3                | OK Mladi Radnik Požarevac OK Radnički Kragujevac Vojvodina NS Seme Novi Sad (issu de la Coupe de la CEV)               | OK Mladi Radnik Požarevac OK Radnički Kragujevac Vojvodina NS Seme Novi Sad (issu de la Coupe de la CEV) |
| 13   | Roumanie           | 2                | Unirea Dej Dinamo Bucarest (issu de la Coupe de la CEV)                                                                | |
| 14   | Tchéquie           | 2                | Dukla Liberec SPPCZ Brno                                                                                               | |
| 15   | Bulgarie           | 3                | KVK Gabrovo CSKA Sofia (issu de la Coupe de la CEV) Levski Sofia (issu de la Coupe de la CEV)                          | |
| 16   | Pays-Bas           | 3                | Tilburg STV Abiant Groningen Orion Doetinchem (issu de la Coupe de la CEV)                                             | Tilburg STV Abiant Groningen Orion Doetinchem (issu de la Coupe de la CEV)                               |
| 18   | Suisse             | 4                | Volley Näfels EN Gas & Oil Lugano Chênois Genève (issu de la Coupe de la CEV) TV Amriswil (issu de la Coupe de la CEV) | |
| 19   | Croatie            | 2                | MOK Rovinj Mladost Marina Kaštela (issu de la Coupe de la CEV)                                                         | |
| 20   | Finlande           | 2                | Etta Oulu Hurrikaani-Loimaa                                                                                            | |
| 21   | Chypre             | 2                | Nea Salamis Famagusta VC Pokka AE Karava (issu de la Coupe de la CEV)                                                  | |
| 24   | Biélorussie        | 3                | Stroitel Mińsk Kommunalnik Grodno Mietałłurg Jlobine                                                                   | |
| 25   | Bosnie-Herzégovine | 2                | MOK Brčko-Jedinstvo OK Kakanj (issu de la Coupe de la CEV)                                                             | |
| 26   | Estonie            | 1                | Selver Tallinn (issu de la Coupe de la CEV)                                                                            | |
| 27   | Portugal           | 1                | AJF Bastardo | |
| 28   | Israël             | 2                | Hapoël Mate-Asher Maccabi Tel Aviv (issu de la Coupe de la CEV)                                                        | |
| 29   | Slovaquie          | 2                | Unicef Bratislava VK Chemes Humenné (issu de la Coupe de la CEV)                                                       | Unicef Bratislava VK Chemes Humenné (issu de la Coupe de la CEV)                                         |
| 32   | Norvège            | 1                | Førde VBK Nyborg VBK Bergen                                                                                            | |
| 33   | Albanie            | 1                | Studenti Tirana | |
| 35   | Luxembourg         | 1                | Volleyball Club Strassen                                                                                               | |
| 36   | Danemark           | 1                | Gentofte Volley | |

## Phase de qualifiaction
52 équipes disputent la compétition en matchs aller-retour. Les vainqueurs se retrouvent alors au tour suivant. Les quatre clubs encore en liste à l'issue des quarts de finale se qualifient pour le final four.

### 1ertour

#### Équipes qualifiées
Les équipes qualifiées pour le 2d tour de qualification sont :
- Istanbul BBSK
- Foinikas Syros
- Etta Oulu
- Kommunalnik Grodno

### 2dtour

#### Équipes qualifiées
Les équipes qualifiées pour les 16e de finale sont :
- Moerser SC
- Copra Elior Piacenza
- Hurrikaani-Loimaa
- Dukla Liberec
- Prefaxis Menen
- Galatasaray Istanbul
- Kommunalnik Grodno
- Olympiakos Le Pirée
- Stroitel Mińsk
- Hapoël Mate-Asher
- Unirea Dej
- OK Radnički Kragujevac
- EN Gas & Oil Lugano
- KVK Gabrovo
- Union Raiffeisen Arbesbach
- Oural Ufa

## 16ede finale

### Équipes qualifiées
Les équipes qualifiées pour les 8e de finale sont :
- Dukla Liberec
- Vojvodina NS Seme Novi Sad
- Hurrikaani-Loimaa
- Maccabi Tel Aviv
- Stroitel Mińsk
- Olympiakos Le Pirée
- Copra Elior Piacenza
- KVK Gabrovo
- OK Radnički Kragujevac
- OK Kakanj
- Moerser SC
- Delecta Bydgoszcz
- Kommunalnik Grodno
- Oural Ufa
- Galatasaray Istanbul
- EN Gas & Oil Lugano

## 8ede finale

### Équipes qualifiées
Les équipes qualifiées pour les quarts de finale sont :
- Dukla Liberec'
- Maccabi Tel Aviv
- Stroitel Mińsk
- Copra Elior Piacenza
- OK Radnički Kragujevac
- Delecta Bydgoszcz
- Oural Ufa
- Galatasaray Istanbul

## Quarts de finale

### Équipes qualifiées
Les équipes qualifiées pour les demi-finales sont :
- Dukla Liberec
- Copra Elior Piacenza
- Delecta Bydgoszcz
- Oural Oufa

## Demi-finales

### Équipes qualifiées
Les équipes qualifiées pour la finale sont :
- Copra Elior Piacenza
- Oural Oufa